# 许成仓
许成仓（1963年7月—），男，汉族，安徽六安人，1990年12月加入中国共产党，中华人民共和国政治人物。

## 生平
1985年7月毕业于安徽师范大学数学系数学专业，同年分配至西藏自治区拉萨中学任教。历任拉萨中学教师、教研组长，拉萨中学教务处副主任，拉萨中学副校长、校长。2000年12月，任西藏自治区教育厅教育考试院院长。2002年12月，任西藏自治区拉萨市人民政府副市长。期间，于2004年9月至2006年3月在新加坡南洋理工大学公共管理专业学习。2008年1月，任中共西藏自治区昌都地委副书记、行署常务副专员。
2012年1月，任昌都地区行署专员。2014年2月，任中共西藏自治区党委组织部常务副部长。2016年7月，任西藏自治区教育工作委员会副书记、教育厅厅长。2017年6月，任中共西藏自治区山南市委书记。2017年6月，当选中共十九大代表。2018年1月，当选西藏自治区人大常委会副主任。2022年6月，当选中共二十大代表。2024年9月，他不再兼任中共山南市委书记。